# Саліненьйо (Техас)
Саліненьйо (англ. Salineño) — переписна місцевість (CDP) в США, в окрузі Старр штату Техас. Населення — 176 осіб (2020).

## Географія
Саліненьйо розташоване за координатами 26°31′3″ пн. ш. 99°6′43″ зх. д. / 26.51750° пн. ш. 99.11194° зх. д. (26.517553, -99.112058).  За даними Бюро перепису населення США в 2010 році переписна місцевість мала площу 0,18 км², уся площа — суходіл.

## Демографія
Згідно з переписом 2010 року, у переписній місцевості мешкала 201 особа в 63 домогосподарствах у складі 49 родин. Густота населення становила 1141 особа/км².  Було 86 помешкань (488/км²).
Расовий склад населення:
| - 98,0 % — білих - 1,0 % — осіб інших рас |

До двох чи більше рас належало 1,0 %. Частка іспаномовних становила 93,5 % від усіх жителів.
За віковим діапазоном населення розподілялося таким чином: 35,3 % — особи молодші 18 років, 49,8 % — особи у віці 18—64 років, 14,9 % — особи у віці 65 років та старші. Медіана віку мешканця становила 30,3 року. На 100 осіб жіночої статі у переписній місцевості припадало 93,3 чоловіків;  на 100 жінок у віці від 18 років та старших — 97,0 чоловіків також старших 18 років.
Середній дохід на одне домашнє господарство  становив 20 537 доларів США (медіана — 9444), а середній дохід на одну сім'ю — 47 850 доларів (медіана — 56 250). За межею бідності перебувало 49,6 % осіб, у тому числі 100,0 % дітей у віці до 18 років та 26,3 % осіб у віці 65 років та старших.
Цивільне працевлаштоване населення становило 23 особи. Основні галузі зайнятості: будівництво — 39,1 %, транспорт — 21,7 %, мистецтво, розваги та відпочинок — 21,7 %.